# Saint-Marc-sur-Richelieu
Pour les articles homonymes, voir Saint-Marc et Richelieu.
Saint-Marc-sur-Richelieu est une municipalité dans la municipalité régionale de comté de La Vallée-du-Richelieu au Québec (Canada) et la région administrative de la Montérégie.

## Toponymie
Elle est nommée en l'honneur de l'évangéliste Marc et de la rivière Richelieu.

## Histoire
Le 10 octobre 2012, la municipalité de Saint-Marc-sur-Richelieu aurait été l'épicentre d'un tremblement de terre mesurant 4,5 sur l'échelle de Richter.

## Géographie
La rivière Richelieu délimite l'est de la municipalité en coulant vers le nord.

## Démographie
| 1991  | 1996  | 2001  | 2006  | 2011  | 2016  | 2021  |
| ----- | ----- | ----- | ----- | ----- | ----- | ----- |
| 1 851 | 1 999 | 1 957 | 1 876 | 2 050 | 2 172 | 2 245 |

## Administration
Les élections municipales se font en bloc pour le maire et les six conseillers.
| Saint-Marc-sur-Richelieu Maires depuis 2001                                                                          |                     |                 |          |
| Élection | Maire               | Qualité         | Résultat |
| 2001 | Robert Beaudry      |                 | Voir     |
| 2005 | Robert Beaudry      | Voir            |          |
| 2009 | Jean Murray         |                 | Voir     |
| 2013 | Jean Murray         | Voir            |          |
| 2017 | Michel Robert       |                 | Voir     |
| 2021 | François Berthiaume |                 | Voir     |
| mai 2023 | John Bradley        | Maire suppléant | Voir     |
| juil. 2023 | Alain Lavallée      |                 | Voir     |
| Élection partielle en italique Depuis 2005, les élections sont simultanées dans toutes les municipalités québécoises |                     |                 |          |

## Attraits
- Boisé du Fer-à-cheval

## Personnalité liée à la municipalité
- Léandre Ducharme (1817-1897), patriote franco-canadien, y est mort.